# 特羅斯納區

52°26′39″N 35°46′53″E / 52.44417°N 35.78139°E
特羅斯納區（俄语：Троснянский район），是俄羅斯的一個區，位於該國西南部，由奧廖爾州負責管轄，面積769.7平方公里，2010年人口10,302，人口密度每平方公里13.38人。